# Apanteles horaeus
Apanteles horaeus är en stekelart som beskrevs av Kotenko 1986. Apanteles horaeus ingår i släktet Apanteles och familjen bracksteklar. Inga underarter finns listade i Catalogue of Life.